# Édgar Ramírez
Édgar Ramírez (* 25. března 1977 San Cristóbal, Táchira) je venezuelský herec a bývalý novinář. V roce 2010 ztvárnil Carlose Šakala ve francouzsko-německém televizním filmu Carlos. Za tuto roli získal francouzskou cenu César v kategorii nejslibnější herec a byl nominován na Zlatý glóbus a cenu Emmy v kategorii nejlepší herec. Též ztvárnil Larryho v thrilleru 30 minut po půlnoci, nájemného vraha Paze v akčním snímku Bourneovo ultimátum a boxera Roberta Durana v životopisném filmu Hands of Stone. V roce 2012 získal cenu ALMA Awards za ztvárnění Arese ve filmu Hněv Titánů.
Studoval žurnalistiku na Andrés Bello Catholic University. Později pracoval v médiích a zvažoval, že se stane diplomatem. Ovšem, když mu mexický režisér Guillermo Arriaga pochválil krátký film, ve kterém hrál, tak se rozhodl, že se stane hercem.

## Filmografie

### Film
| Rok           | Název                        | Role                |
| ------------- | ---------------------------- | ------------------- |
| 2003          | Yotama se va volando         | Manuel Zozaya       |
| 2004          | Punto y Raya                 | Pedro               |
| 2005          | Atenea y Afrodita            | přítel              |
| 2005          | Domino                       | Choco               |
| 2006          | El Don                       | Alvaro              |
| 2006          | Elipsis                      | Sebastián Castillo  |
| 2007          | Bourneovo ultimátum          | Paz                 |
| 2008          | Che Guevara                  | Ciro Redondo García |
| 2008          | Cyrano Fernandez             | Cyrano              |
| 2008          | Úhel pohledu                 | Javier              |
| 2010          | Carlos                       | Carlos Šakal        |
| 2011          | Saluda al Diablo de mi Parte | Ángel               |
| 2012          | Hněv Titánů                  | Ares                |
| 2012          | Otevřené srdce               | Javier              |
| 2012          | 30 minut po půlnoci          | Larry               |
| 2013          | Konzultant                   | kněz                |
| 2014          | Osvoboditel                  | Simón Bolívar       |
| 2014          | Chraň nás od zlého           | Mendoza             |
| 2015          | Joy                          | Tony Miranne        |
| 2015          | Bod zlomu                    | Bodhi               |
| 2016          | Hands of Stone               | Roberto Duran       |
| 2016          | Dívka ve vlaku               | doktor Kamal Abdic  |
| 2016          | Zlato                        | Michael Acosta      |
| 2017          | Bright                       | Kandomere           |
| 2018          | Furlough                     | Kevin Rivera        |
| 2018          | Naprostá láska               | Vincent             |
| 2019          | Kubánská spojka              | René Gonzalez       |
| 2020          | Hnutí odporu                 | Sigmund             |
| 2020          | Konec zločinu v Americe      | Graham Bricke       |
| 2021          | Yes Day                      | Carlos Torres       |
| 2021          | Expedice: Džungle            | —                   |
| 2022          | The 355                      | agent Luis          |
| bude oznámeno | Losing Clementine            | Richard             |
| —             | Love Child                   | Nacho               |
| —             | The War Has Ended            |                     |

### Televize
| Rok  | Název                                                     | Role                 | Poznámky    |
| ---- | --------------------------------------------------------- | -------------------- | ----------- |
| 2003 | Cosita Rica                                               | Cacique Chacón       | 4 dílů      |
| 2005 | Ser bonita no basta                                       | Leonardo             | díl: „#1.1“ |
| 2018 | The Assassination of Gianni Versace: American Crime Story | Gianni Versace       | 5 dílů      |
| 2020 | Mělas to vědět                                            | detektiv Joe Mendoza | 6 dílů      |
| —    | Black or White, Never Gray                                | Benicio Sgrena       |             |

### Videoklipy
| Rok  | Název písně     | Album     | Umělec    |
| ---- | --------------- | --------- | --------- |
| 2017 | „Desencuentro“  | Residente | Residente |
| 2017 | „Mis Ilusiones“ | San Luis  | SanLuis   |